# The Stooge
The Stooge (no Brasil, O Biruta e o Folgado), é um filme de comédia de 1952 dirigido por Norman Taurog e protagonizado pela dupla Martin e Lewis.

## Sinopse
Bill Miller (Dean Martin) é um ator que passou a não ter sucesso após deixar de fazer parcerias com um outro ator chamado Ben Bailay (Richard Erdman).
Após isso, Bill acha que tem muito potencial em fazer algo sozinho mas aos poucos começa a pensar o oposto.
Reconhecendo o seu fracasso como solista e ainda mais caindo na miséria, seu empresário Leo Lyman (Eddie Mayehoff) lhe dá a ideia de pegar um outro parceiro que o servirá como "escada".
Seguindo o conselho de seu empresário, Bill vai atrás de muitos até encontrar um sujeito humilde e atrapalhado chamado Ted Rogers (Jerry Lewis).
Ted no começo, não sabia que iria ser "a escada" de Bill Miller e que iria contracenar com ele em suas apresentações. O teste para ver se a ideia daria certo, foi quando Bill Miller o colocou no meio de seu número e Ted naturalmente fez a plateia rir e arrancar muitos aplausos.
Depois disso, Bill acabou contando a Ted o motivo de ele estar sendo contratado e vendo que o salário era um pouco a mais em comparação com o de seu antigo trabalho e que Bill era uma boa pessoa, Ted acabou aceitando esse diferente serviço. Então, os dois começaram a viajar juntos de cidade a cidade por todo o país fazendo apresentações. Com Ted sendo a "escada", Bill passa a ter muito sucesso, ótimas críticas e nome em todos os cartazes.
Mas isso acaba sendo uma grande preocupação a Mary Turner (Polly Bergen), esposa de Bill pois, ela acaba percebendo que ele trata Ted como se fosse um qualquer e um zé-ninguém mesmo dizendo que gosta do garoto e que sempre vai estar com ele.
A situação de Ted era que sua foto e seu nome não apareciam nos cartazes junto com Bill e que ele era realmente um anônimo mas, não ligava pra isso.
Bill realmente com o sucesso, acabou virando um egoísta em relação a Mary e principalmente a Ted que sendo ou não um "escada", ajudou Bill a ter sucesso e passou a ser a metade de suas apresenções e não uma participação qualquer como se aparentava no início. Com seu egoísmo, Bill passa a perder não o dinheiro mas, Mary e um pouco depois Ted sendo dispensado pelo próprio e achando que não precisaria mais deles, Bill tenta fazer uma apresentação solo novamente.
Na altura do número vendo que não tinha jeito de arrancar risadas e aplausos como nas apresentações com Ted, Bill acabou se arrependendo e confessando a plateia que nesse tempo todo foi um egoísta, que abusou de todos e que Ted era a verdadeira alma das apresentações.
Na mesma hora para a surpresa de Bill, Ted estava lá na plateia se comportando como se estivesse no número e então, os dois acabam fazendo as pazes voltando a se contracenar e daqui pra frente, seriam uma dupla de verdade com ambos nos cartazes e com seus nomes nos painéis.

## Elenco
- Dean Martin: Bill Miller
- Jerry Lewis: Ted Rogers
- Polly Bergen: Mary Turner
- Marion Marshall: Genevieve "Freckelhead" Tait
- Eddie Mayehoff: Leo Lyman
- Richard Erdman: Ben Bailay
- Frances Bavier: Mrs. Rogers

## Informações
As gravações do filme ocorreram nos meses de Fevereiro e Março de 1951, bem antes das gravações de outros dois filmes da dupla: Sailor Beware e Jumping Jacks. Mas já em relação ao lançamento, The Stooge não foi lançado até Dezembro de 1952 fazendo com que Sailor Beware e Jumping Jacks fossem lançados antes. Isso aconteceu pois, a Paramount estava em dúvidas se o público iria aceitar os pequenos dramas presentes no filme, inclusive a maneira que Bill Miller, personagem de Dean Martin iria tratar Ted Rogers, personagem de Jerry Lewis.
Neste filme, Jerry Lewis também foi o seu co-roterista mas seu nome não aparece como sendo este nos créditos iniciais.
Jerry Lewis chegou a dizer que este é o seu filme favorito feito com Dean Martin.